# 半沢直樹シリーズ
半沢直樹シリーズ（はんざわなおきシリーズ）は、池井戸潤による企業エンターテインメント小説シリーズである。
当初は「オレバブシリーズ」と呼ばれていたが、2013年にTBS系『日曜劇場』枠でのテレビドラマ化を機にシリーズ名を変更した。

## 沿革
バブル末期に大手都市銀行「産業中央銀行」に入行した半沢直樹が、産業中央銀行と「東京第一銀行」が合併して誕生した「東京中央銀行」において銀行内外の人間や組織による数々の圧力や逆境と戦う姿を描くシリーズ小説。合併後の銀行が舞台で、合併前の東京第一銀行を舞台とした「花咲舞が黙ってない」から、合併前後の物語に直接受け継がれるようになっている。
池井戸自身もバブル期に三菱銀行（現・三菱UFJ銀行）に入行した銀行員であったが、自身の経験はあまり書かれてはいない。自分がわからない人物だと書けないと思うようになったことから、池井戸に一番近い年代の主人公にしたという。
従来の企業小説では銀行の悲惨さや陰惨さを暴露的に訴えるような暗い作品が多かったが、それらをひっくり返して「銀行の中で人が生き生き動く活劇」を作る過程で出来上がったのが、ズバズバ物を言うが小狡い一面も持つ「清濁併せ飲むヒーロー・半沢直樹」であり「サラリーマンチャンバラ劇」の趣となっていると池井戸は語っている。第1作を単行本化するに際して、読者にはエンターテインメントとして読んでほしいという思いから、企業小説風のネーミングではなく敢えて『オレたちバブル入行組』という物語風のタイトルをつけた。
第1作『オレたちバブル入行組』・第2作『オレたち花のバブル組』は『別冊文藝春秋』での連載を経て、文藝春秋より単行本化され、その後文春文庫および講談社文庫にて文庫化された。第3作『ロスジェネの逆襲』・第4作『銀翼のイカロス』は『週刊ダイヤモンド』での連載を経て、ダイヤモンド社より単行本化され、その後文春文庫および講談社文庫にて文庫化された。第5作『半沢直樹 アルルカンと道化師』は書き下ろしで講談社より単行本が刊行された。

## テレビドラマ
『半沢直樹』（はんざわなおき）のタイトルで、2013年7月7日から9月22日まで『オレたちバブル入行組』と『オレたち花のバブル組』を原作とするテレビドラマが放送された。『ロスジェネの逆襲』と『銀翼のイカロス』を原作とする続編のテレビドラマが2020年7月19日から9月27日まで放送された。

## コミカライズ
いずれも原作は池井戸潤。
半沢直樹
モーニング2020年9号から2021年9号まで連載された。作画はフジモトシゲキ、構成は津覇圭一。原作準拠でコミカライズされている。
半沢ニャオ樹
マガジンポケット2020年2月より連載開始。作画は篠丸のどか、原作者の池井戸も企画担当として手掛ける。東京中央銀行本店裏の駐車場の一角にある穴の向こうに存在する「ニャンニャン中央銀行」を舞台に、猫を擬人化した半沢ニャオ樹が銀行内外で発生するトラブルに立ち向かう姿をショートコメディとして描いている。
小学生 半沢直樹くん
マガジンポケット2020年3月より連載開始。作画は大沖。東京中央小学校を舞台に小学4年生の半沢直樹が忘れ物貸出係として活躍しながらも、目を付けられる上級生と争う日常をコミカルに描いている。

## シリーズ一覧

### 原作本
- オレたちバブル入行組
  - 単行本〈文藝春秋〉：2004年12月5日発行、ISBN 4-16-323600-7
  - 文庫本〈文春文庫〉：2007年12月10日発行、ISBN 978-4-16-772802-1
- 【改題】半沢直樹 1 オレたちバブル入行組
  - 文庫本〈講談社文庫〉：2019年11月14日発行、ISBN 978-4-06-517082-3
- オレたち花のバブル組
  - 単行本〈文藝春秋〉：2008年6月15日発行、ISBN 978-4-16-326700-5
  - 文庫本〈文春文庫〉：2010年12月10日発行、ISBN 978-4-16-772804-5
- 【改題】半沢直樹 2 オレたち花のバブル組
  - 文庫本〈講談社文庫〉：2019年11月14日発行、ISBN 978-4-06-517818-8
- ロスジェネの逆襲
  - 単行本〈ダイヤモンド社〉：2012年6月29日発行、ISBN 978-4-47-802050-0
  - 文庫本〈文春文庫〉：2015年9月2日発行、ISBN 978-4-16-790438-8
- 【改題】半沢直樹 3 ロスジェネの逆襲
  - 文庫本〈講談社文庫〉：2019年12月13日発行、ISBN 978-4-06-518256-7
- 銀翼のイカロス
  - 単行本〈ダイヤモンド社〉：2014年7月28日発行、ISBN 978-4-47-802891-9
  - 文庫本〈文春文庫〉：2017年9月5日発行、ISBN 978-4-16-790917-8
- 【改題】半沢直樹 4 銀翼のイカロス
  - 文庫本〈講談社文庫〉：2019年12月13日発行、ISBN 978-4-06-518257-4
- 半沢直樹 アルルカンと道化師
  - 単行本〈講談社〉：2020年9月17日発行、ISBN 978-4-06-519016-6
  - 文庫本〈講談社文庫〉：2023年9月15日発行、ISBN 978-4-06-533071-5

### コミカライズ
- 半沢直樹
  - モーニングKC〈講談社〉
    - 第1巻：2020年4月9日発行、ISBN 978-4-06-519078-4
    - 第2巻：2020年6月23日発行、ISBN 978-4-06-519619-9
    - 第3巻：2020年8月20日発行、ISBN 978-4-06-520049-0
    - 第4巻：2020年11月20日発行、ISBN 978-4-06-521292-9
    - 第5巻：2021年3月23日発行、ISBN 978-4-06-522114-3
- 半沢ニャオ樹
  - ワイドKC〈講談社〉
    - 第1巻：2020年4月20日発行、ISBN 978-4-06-519159-0
- 小学生 半沢直樹くん
  - マガジンKCデラックス〈講談社〉
    - 第1巻：2020年7月9日発行、ISBN 978-4-06-520274-6

## あらすじ

### 第1作 オレたちバブル入行組
大志を抱いてバンカーとなり、今では東京中央銀行大阪西支店融資課長を務める半沢直樹。ある時、支店長・浅野匡の命令で5億円もの融資を行った会社・西大阪スチールがあえなく倒産した。融資ミスの責任を全て半沢一人に押しつけて醜い保身に走る浅野を横目に半沢は巨額債権を回収する術を探る。やられたら倍返し＿＿＿痛快リベンジ劇が始まる＿＿＿。

### 第2作 オレたち花のバブル組
前作見事、5億円を回収した半沢直樹は東京本部の営業第二部次長に栄転する。そんな中、半沢は株の運用失敗で120億円もの巨額損失を出した会社・伊勢島ホテルの建て直しを命じられた。金融庁主任検査官・黒崎駿一による粗探しにも似た金融庁検査に備えつつ、再建計画を急ぐ中、赤字ホテルへの融資を続けた銀行側に疑念を持ち始める。この伏魔殿の奥で糸を引くのは誰か。半沢が突き止めた真実の先に、まさかの＿＿＿。

### 第3作 ロスジェネの逆襲
前作、伊勢島ホテルの建て直しを無事成功させた半沢直樹。ところがそこで発覚した役員の不正を役員会で暴き、糾弾したことで周囲からの批判が殺到。半沢は子会社・東京セントラル証券営業企画部長として出向することに。東京セントラル証券での初仕事は大きな収益が見込まれるIT企業・東京スパイラル買収案件のはずも、それを小狡く横取りに来たのは、まさかの親会社・東京中央銀行だった。世の中以上に、会社をアテにできないピンチ連続の半沢、若い部下らと奴らに何倍返しできるのか＿＿＿。

### 第4作 銀翼のイカロス
前作東京スパイラルの買収案件を巡り、東京中央銀行に勝利するとともに、銀行を救ったことでその名誉が讃えられ、再び東京中央銀行営業第二部次長に出戻りした半沢直樹。そんな中、半沢は業績不振の大航空会社・帝国航空の再建を行い、先方が抱える700億円もの借金を帳消しにすることに。政府主導の再生タスクフォースによる債権放棄という無茶なお達しを半沢は受けて立つ。拒絶するのが道理と思いきや、銀行上層部は生返事。かくして四方八方と全面対決に。図らずも掘り起こしてしまった行内のアンタッチャブルが、ある波乱の引き金になるとも知らず＿＿＿。

### 第5作 アルルカンと道化師
これは第1作にて西大阪スチールの一件が起きる前のお話。東京中央銀行大阪西支店融資課長を務める半沢直樹のもとにとある案件が持ち込まれる。大手IT企業・ジャッカルが業績低迷中の美術系出版社・仙波工藝社を買収したいという。大阪営業本部による強引な買収工作に抵抗する半沢だが、やがて背後に潜む秘密の存在に気づく。有名な画家・仁科穣がかいた絵・アルルカンとピエロに隠された「謎」を解いたとき、半沢がたどり着いた驚愕の真実とは＿＿＿。

## 登場人物
シリーズの人気高騰に従い「半沢直樹のモデル」や「黒崎駿一のモデル」になった人物について報道される機会が増えた。一例として、2021年4月に三菱UFJ銀行の半沢淳一（当時常務、池井戸潤と同期入行）が頭取に昇格すると発表された時の報道が挙げられる。池井戸潤の事務所は「登場人物にモデルはおらず、いま自称・他称にかかわらずモデルを名乗る人は全て「ニセ者」（中略）記事も全てガセネタなんです」としている。
用語
旧S……産業中央銀行
旧T……東京第一銀行
第1作…オレたちバブル入行組
第2作…オレたち花のバブル組
第3作…ロスジェネの逆襲
第4作…銀翼のイカロス
第5作…アルルカンと道化師

### 主人公とその家族
半沢直樹（はんざわ なおき）
産業中央銀行企画部企画グループ調査役→東京中央銀行(東京第一銀行と合併)審査部調査役→東京中央銀行大阪西支店融資課長（第1、5作）→東京本店営業第二部次長（第2作）→東京セントラル証券営業企画部長（第3作）→東京本店営業第二部第一グループ次長（第4作）
慶應義塾大学を卒業し、 バブル期の1989年に東京中央銀行の前身行の一つである旧Sに入行。「基本は性善説。やられたらやり返す、倍返しだ」が自分の流儀だと公言する。
兄弟では弟・和樹がいる（名前のみの登場）。
同じ池井戸潤の作品である花咲舞シリーズ『不祥事』の続編に当たる、第2作『花咲舞が黙ってない』の第3話「湯けむりの攻防」、第7話「小さき者の戦い」にも旧産業中央銀行の行員として登場している。
なお、「半沢」という名字について、池井戸は敬愛する知人の名前をもじったものであると説明している。2020年に池井戸と同期入行した同じ半沢姓の人物（男性）が三菱UFJ銀行の新頭取に昇格が固まったと報道された際、一部の報道機関やネットを中心に大きく話題を呼んだことから、池井戸本人が「（その人物は）モデルではなく、名字も取っておらず、ほとんど面識がない」とコメントを発表する事態になった。
半沢花（はんざわ はな）
第3作、第4作を除く全作品に登場。
半沢の妻。息子・隆博がいる。広告代理店に勤務していたが、後にフラワーアレジメントに転職。夫の直樹によく不満をぶつけているが、仕事にも少し協力的な優しい妻。
半沢隆博（はんざわ たかひろ）
半沢の息子。
半沢和樹（はんざわ かずき）
第1作に登場。半沢の弟。地元の国立大学に通っている。

### 主人公の同期
渡真利忍（とまり しのぶ）
東京中央銀行新宿支店（研修後）→赤坂支店→融資部企画グループ調査役→融資部企画グループ次長
半沢とは同じ大学、学部の顔馴染み。大学時代はある有名ゼミのゼミ長をしていた。入行当時はプロジェクトファイナンスを希望していた。大学時代からとても顔が広く、半沢曰く「慶応の半分はこいつの友達」。銀行に入ってからも、行内の情報網に人脈している。
近藤直弼（こんどう なおすけ）
東京中央銀行秋葉原東口支店課長代理→大阪事務所システム部分室調査役（第1作）→「タミヤ電機」総務部長（第2作）→東京本店広報部調査役→広報部次長（第3、4作）
大学時代、商学部で蓮本ゼミのゼミ長でもあった。入行当時は広報部を希望していた。だが、秋葉原東口支店時代、当時の支店長・木村に営業ノルマを極度に追い求められ、統合失調症を患い一年間休職。復帰後、大阪事務所システム部分室調査役になるが人事部からの辞令でタミヤ電機に出向させられる。
苅田光一（かりた こういち）
東京中央銀行関西法務室調査役（第1作）→東京本店法務部次長（第3、4作）
大学時代、法学部で司法試験の短答に合格した秀才で、入行当時は渡真利曰く「将来の人事部長」。だが当時銀行には、行内の有資格者を増やそうという観点から様々な研修制度を導入。苅田は司法試験コースに選ばれ、二年間、勉強に専念することを認められる。しかし二年連続で不合格になってしまい、結果、法務室での下働きという仕事が与えられてしまった。
押木（おしき）
第1作に登場。大学時代は中沼ゼミにおり、半沢とはゼミ連絡会でたまに見かける。東北出身で人柄がよく、半沢も押木と馬が合った。東北訛りがあるが、英語はネイティブスピーカー並みに話す。入行当時は国際派バンカーを希望していた。同期の中で唯一、夢を叶えた銀行員だが、アメリカの同時多発テロに巻き込まれて行方不明になってしまった。
定岡（さだおか）
第1作に登場。有望株で、東大出身。渡真利曰く「鼻持ちならん奴」で、気取った話し方をする。
時枝孝弘（ときえだ たかひろ）
第2作に登場。法人部調査役。伊勢島ホテル担当。

### 東京中央銀行

#### 頭取
会社でいう社長に該当する。銀行役員になる場合、一流大卒・血筋・MBAの三点セットが必要。加えて頭取を目指すなら、リーダーシップなど条件はさらに難しい。実は旧Sでは顔のよさも頭取になる条件である。
高橋太介（たかはし たすけ）
第1作に登場。合併後の初代頭取で、旧T出身。顔がへちゃむくれなため、旧Sだったら頭取にはなれなかっただろうといわれている。
岸本真治（きしもと しんじ）
第5作の頭取。第1、4作にも登場。合併前は次期頭取と召されていたが、顔が黒縁眼鏡にハゲ茶瓶、海亀のような面容で旧S出身でもあったためこのままでは美容整形でもしない限り、頭取にはなれない。そこで旧Sの人達が考えたのが、合併後の初代頭取に旧T出身でへちゃむくれの高橋を据えることで、「顔が悪くても頭取になれる」という前例を作ってそれに便乗する形で岸本が頭取になったといわれている。中野渡、五木の前に頭取だった。しかし、一連の問題で辞任する。
五木孝光（いつき たかみつ）
第1作の頭取。旧S出身。顔も良く、全銀協会長職を歴任し、不良債権処理の難局を乗り切った話がある。
中野渡謙（なかのわたり けん）
東京本店国内担当役員（第5作）→頭取
第2作から第4作の頭取。旧S出身。国内担当役員時代から、将来の頭取と目されており、全てにフェア。銀行内で彼のことを悪くいう者はいない。

#### 副頭取
会社でいう副社長に該当する。頭取を補佐したり、頭取が不在の時は副頭取が頭取に代わって部下に指示を出したりするのが主な仕事。
牧野治（まきの おさむ）
旧T頭取→東京中央銀行副頭取
第4作に登場。合併前は旧Tの頭取で、合併後は副頭取になった。ところが10年前、過去に旧Tが無担保で融資した数百億のお金が見せ金として使われていた詐欺事件が発覚。融資した全額が不良債権化するとともに、不正な手続きで融資した経緯が問題視され、牧野が全ての責任を被り特別背任罪で逮捕されたが、保釈中に自宅で自殺した。
三笠洋一郎（みかさ よういちろう）
第3作の副頭取。旧T出身。証券営業部出身で伊佐山の直属の上司をしていた。物静かで感情を爆発させるタイプではないが、口数が少ないわけではなく、温厚な性格でもない。

#### 専務取締役
こちらも副頭取と同じく、頭取の補佐が主な仕事内容。特に専務は組織の物事に対する意思決定を重点的にサポートし、組織の管理や監督業務に携わる。
浜田順三（はまだ じゅんぞう）
人事部長→専務取締役
第1作の専務取締役。元人事部長。大阪西支店の浅野を支店長にしたのも彼である。

#### 常務取締役
頭取を補佐し、日常の業務を担当し、従業員の日常業務を担当するのが主な仕事内容。専務との違いは、常務は社員に近く、専務は社長に近い。
田所（たどころ）
第5作の常務取締役。人事部長の上席にあたる。
大和田暁（おおわだ あきら）
京橋支店長→常務取締役→取締役
第2作の常務取締役。旧T出身。史上最年少で常務に着任したエリート銀行員。
紀本平八（きもと へいはち）
第4作の常務取締役。旧T出身。債権管理を担当している。牧野の元部下で棺の会のリーダーでもある。

#### 業務統括部
支店の業務目標を掲げ管理する部門。ドラマ版で出てきた「目標融資額100億円」も業務統括部から出されたノルマである。
安藤（あんどう）
第1作に登場。半沢らの入行当時の業務統括部長で、蓮本ゼミの一期生であった。渡真利曰く「安藤さんが元気なうちは近藤もきっと出世する」、近藤曰く「安藤コケれば皆コケる」と言われている。
宝田信介（たからだ しんすけ）
大阪営業本部次長→業務統括部長
第5作の業務統括部長。半沢が審査部時代、二人は対立関係にあり、その度に半沢にことごとく論破されてきた。半沢に論破されたことは今でも根に持っている。半沢曰く「彼の設定する目標には中身がない」。その言葉通り、宝田は目標の為に目標を立て、結果を支店にフィードバックすることすらしなかった。宝田の無意味な目標設定のせいで数万人の行員たちが本来必要ない業務に振り回され、無駄な残業に駆り出される。半沢は宝田ひとりクビにするだけで、支店の業務効率は格段に上がると睨んでいる。
岸川慎吾（きしかわ しんご）
京橋支店長→業務統括部長
第2作の業務統括部長。旧T出身。大和田の直属の部下でもある。
江村（えむら）
第5作に登場。業務統括部次長。宝田と共に半沢を貶めようと画策する。
木村直高（きむら なおたか）
秋葉原東口支店長→業務統括部部長代理
第1作、第2作に登場。旧S出身。業務統括部部長代理。厳しいことで有名で、人情の機微など完全無視する専制君主。秋葉原東口支店時代、支店長を務めており、そこで近藤に営業ノルマを極度に追い求め休職にまで追い込んだ。かつては、半沢の父が経営するネジ工場を担当していたが、半沢の父から融資の件などで散々世話になったのに、経営危機に陥った途端融資を引き上げた。半沢の父は「クソ銀行員」と呼んでおり、半沢も木村のことは許していない。

#### 営業第二部
第2作、第4作で半沢が所属する部署。同じ資本系列の大企業取引を一手に扱う、まさに銀行の保守本流ともいえる中枢。
内藤寛（ないとう ひろし）
第2作から第4作に登場。営業第二部長。旧S出身。人情のある人で、半沢の性格を理解しているよき上司。
三枝裕人（さえぐさ ひろと）
第1作、第2作に登場。営業第二部副部長。半沢とは以前一緒に仕事をしたことがあった。半沢の実力も性格も知り抜いている親しい間柄。
小野寺順治（おのでら じゅんじ）
第2作に登場。半沢の部下の一人。伊勢島ホテルの事務担当。仕事ができるうえに、歯に衣着せぬ物言いは半沢に勝るとも劣らない。そうした性格故か、半沢とは馬が合う。
田島春（たじま しゅん）
第4作に登場。営業第二部調査役。半沢の部下の一人。帝国航空担当でもあり、何年か前は半沢と同じ部署に少しだけいた。気の良い男だが、仕事はできる。

#### 融資部
お金を貸す相手を探し、貸付手続、貸した後の管理、支店からの融資の審査が主な業務内容。支店に直接赴き、与信判断が正しく行われているかチェックする裁量臨店を行うこともある。
北原（きたはら）
第5作に登場。融資部長。極めて厳格な人で、コンプライアンスにうるさい性格。
福山啓次郎（ふくやま けいじろう）
第2作に登場。融資部次長。旧T出身。伊勢島ホテルを巡って半沢と対立する。
野本（のもと）
大阪営業本部→融資部部長代理
第5作に登場。融資部部長代理。前場所が大阪営業本部で当時、宝田の部下だった。
猪口基（いのぐち はじめ）
第5作に登場。融資部調査役。顔は猪八戒とあだ名されるほど厳ついが、中身は細かい性格でひたすら重箱の隅をつつくタイプ。
川原敏夫（かわはら としお）
第1作に登場。融資部調査役。西大阪スチールに対する融資に、渋る反応を見せていたが、半沢の説得に応じ承認した。
加納真治（かのう しんじ）
第1作に登場。融資部行員。裁量臨店グループの首班。
灰田（はいだ）
第1作に登場。融資部行員。裁量臨店グループのメンバーの一人。小木曾の腰巾着で、検討会中、常に上から目線で半沢らを恫喝していた。

#### 人事部
銀行員の人事を管理する部署。サラリーマンの人生は人事で決まるとも言われているが、人事に物を言って口封じをしたり人を蹴落とそうとする者もいる。
杉田（すぎた）
第1作、第5作の人事部長。銀行の良心とも呼ばれており、誰に擦り寄ることなく全てにフェアなことで知られている。半沢と宝田が対立していた時、激怒した宝田から半沢を地方へ飛ばせと圧力をかけられるも、杉田はそれを一蹴し半沢をほとぼりが冷めるまで大阪西支店に異動させた。
伊藤光樹（いとう みつき）
第2作の人事部長。旧S出身。内藤よりも5年ほど入稿年次が古い。仕事のジャンルは違うが、内藤とは東京中央銀行のトップバンカー同士。クールな外見からは、根回しの上手い調整派と見られがちだが、実際かなりのやり手として知られており、攻撃的だが身のこなしも上手い。
兵藤裕人（ひょうどう ひろと）
第3作の人事部長。旧S出身。かつて半沢の上司をしていた時があり、半沢を評価しているところがある。
野島（のじま）
第5作に登場。人事部副部長。
小木曾（おぎそ）
第1作、第5作の人事部次長。浅野が人事部だった頃の部下。
室岡和人（むろおか かずと）
第3作の人事部次長。以前は証券営業部に在籍しており、伊佐山の部下だった。
増川（ますかわ）
第5作に登場。人事部調査役。関西エリアの担当。
人見元也（ひとみ もとや）
第2作に登場。人事部行員。半沢とはかつて営業本部で机を並べていた仲。
木原修也（きはら しゅうや）
第4作に登場。人事部行員。旧T出身。灰谷とは同窓同期で学生時代から付き合いがあった。50歳前後の出向待ち行員に出向先をアレンジするのが担当。

#### 事務部
銀行業務の事務処理に関する基本方針の策定・管理を行う部署。ATMなどの先端事務機械の導入やコンピュータシステムの開発・運用も行う。
金城（かねしろ）
麹町支店長→事務部長
第1作に登場。事務部長。麹町支店長時代は、不祥事になっても元はといえば、管理責任よりも本人の悪意だということを知りつつも、梶本をあっさりと売った。以前とある部署で浅野の上司をしていたことがあり、金城は西大阪スチールの不渡りで実損が出た場合、融資課長の責任を追及すべきだと主張する。
門脇（かどわき）
第1作に登場。半沢たちの同期。旧S出身。次長レースのトップを勝ち抜いたエリート。東大出身で父親は白水銀行取締役。UCLAでMBAを取得しているため、前述の銀行役員の条件は全てクリア。渡真利曰く「行くところまで行く」。また門脇は陰険な性格丸出しでルックスも最悪だが、前述の前例があるため頭取の椅子も夢ではない。

#### 審査部
半沢が宝田と対立していた時所属していた部署。別名「病院」とも呼ばれており、業績が悪化した取引先を専門に取り扱っている。
前島（まえじま）
第4作に登場。審査部長。旧T出身で棺の会のメンバー。
曾根崎雄也（そねざき ゆうや）
第4作に登場。審査部次長。旧T出身。帝国航空の前担当だったが、思うように再建が上手くいかず、中野渡から営業第二部への担当変更がされた。そのことで曾根崎は自分の実力不足を棚に上げ、仕事を取られたと半沢を恨んでいる。

#### 法人部
半沢の同期・時枝が所属している部署。企業などの法人を主な顧客とし、金融を通じての経営、事業支援が主な仕事内容。
戸原郁夫（とばら いくお）
第2作に登場。法人部長。取締役本部長も兼務している国内与信のトップ。
灰谷英介（はいたに えいすけ）
第4作に登場。法人部部長代理。旧T出身。紀本の部下で前場所が審査部だった。棺の会のメンバー。

#### 資金債権部
主に日本国債や米国債を扱い、これらの商品の販売や仲介、開発を行う部署。
乾（いぬい）
第2作から第4作に登場。資金債権部長。旧T出身。旧Tの論客とも言われている。入行年次は伊佐山のひとつ下だが、旧T派閥のタカ派として存在感は抜群。伊佐山とは親しい真柄。棺の会のメンバー。

#### 証券営業部
M&Aを専門に取り扱う部署。主に買い主のアドバイザーになったり株式購入額を融資するのが主な仕事内容。子会社・セントラル証券の元請けもしている。
伊佐山泰二（いさやま たいじ）
第3作に登場。証券営業部長。旧T出身。半沢とは半沢が企画部にいた時に激しくやり合った真柄であり、伊佐山は半沢を目の敵にしている。セントラル証券から買収案件を横取りしスパイラル買収を巡り半沢と対立する。
野崎三雄（のざき みつお）
第3作に登場。証券営業部次長。伊佐山の右腕的存在。
毛塚（けづか）
第3作に登場。証券営業部次長。三木より3つ年下の上司。神経質な性格でいつも眉間に皺を寄せている。
川北（かわきた）
第3作に登場。証券営業部次長。三木の直属の上司。入行年次は三木のひとつ上。
仲下（なかした）
第3作に登場。証券営業部行員。毛塚の直属の部下。
滝沢（たきざわ）
第3作に登場。証券営業部総務グループ行員。川北の直属の部下。無口だが、仕事の要領はいい。

#### 検査部
融資など様々な業務の検査を行う部署だが、その一方で「象の墓場」とも呼ばれ、出世コースを外れた銀行員の出向待ちポストでもある。
富岡義則（とみおか よしのり）
第4作に登場。検査部部長代理。旧S出身。半沢の入行以来の大先輩。
幕田健哉（まくた けんや）
第4作に登場。検査部部長代理。旧T出身。今まで合同書庫への検査情報を流して、書類の隠蔽に加担してきた。

#### 大阪営業本部
「営本」とも略される営業本部は、銀行の中でもエリートが集まる精鋭集団。後述の大阪本店とはここのこと。
和泉康二（いずみ こうじ）
第5作に登場。大阪営業本部副部長。当時M&Aを重要視する岸本の期待に応える為、実績を積み上げようと奮闘する。実は宝田とは同期で親しく、浅野とは同じ大学の先輩後輩の関係。
伴野篤（ばんの あつし）
業務統括部→大阪営業本部調査役
第5作に登場。大阪営業本部調査役。前場所が業務統括部でその時の宝田の部下。口調は慇懃だが本性は銀行至上主義で、仙波工藝社買収のため仙波に脅迫まがいの交渉をするが失敗。それでもなんとしても買収を成立させる為動き出す。

#### 大阪西支店
第1作、第5作で半沢が所属する支店。大阪市西区、四ツ橋筋と中央大通りが交差する交差点にある。約50店舗ある関西支店の中でも、大阪本店、梅田支店、船場支店と並ぶ四大支店のひとつ。
浅野匡（あさの ただす）
人事部部長代理→大阪西支店長
第1作、第5作に登場。大阪西支店長。以前は本部で長く人事畑を歩んだベテラン銀行員で、浜田専務の辞令のもと、大阪西支店に赴任してきた。だが浅野本人は、大阪西支店長、即ち支店勤務というポストが気に入っておらず機嫌が悪い。自分のミスは部下のミス、部下の手柄は自分のものというに相応しいタイプで、常に自分に甘く他人に厳しい。
江島浩（えじま ひろし）
第1作、第5作に登場。大阪西支店副支店長。典型的な虎の威を借る狐で、上司や取引先の顔色を常に伺い、自分より目下の者には横柄な態度で接して威張り散らしている。浅野とは違い、こちらは長く支店勤務を務めてきた。がっしりした体格にパンチパーマの武闘派。転勤して初めて取引先を訪ねたときヤクザと間違えられてガードマンに阻止された噂がある。
垣内努（かきうち つとむ）
第1作に登場。大阪西支店融資課課長代理。前場所が証券本部で、数字にうるさい性格。今まではあまりにも財務内容がしっかりした大会社ばかり相手にしてきたため、中小企業レベルにやや厳しすぎる面が玉に瑕だが、財務を読む目はいい。5億回収に奮闘する半沢を徹底的にサポートする。
南田努（みなみだ つとむ）
第5作に登場。大阪西支店融資課課長代理。実直な性格でこれまでに何度も上司や同僚から利用され、踏み台にされてきており、万年課長代理のポストから抜け出せずにいる。仙波工藝社への融資に奮闘する半沢を徹底的にサポートする。
中西英治（なかにし えいじ）
第1作、第5作に登場。大阪西支店融資課行員。半沢を尊敬している。
横溝雅也（よこみぞ まさや）
第1作に登場。大阪西支店融資課行員。国税の横柄な態度に腹を立て睨み合いになる。
矢内（やうち）
第5作に登場。大阪西支店融資課行員。当時M&Aを重要視する銀行方針に浅野が暴走し、取引先にM&Aを強要しており、矢内はそれに困っている。
本多（ほんだ）
第5作に登場。大阪西支店融資課行員。都内の支店から転勤してきた入行5年目の男。
角田周（かくた しゅう）
第1作に登場。大阪西支店業務課長。浅野が西大阪スチールの東田と会えたことに驚いていた。
柏田和人（かしわだ かずと）
第1作に登場。大阪西支店業務課行員。風呂に入らないことで有名で、ワイシャツの洗濯もしていない。顧客から「不潔だから担当を代えてほしい」とクレームが来るほどで、江島からも再三叱責されているが直る気配は一向にない。
岸和田（きしわだ）
第5作に登場。大阪西支店業務課行員。新規取引開拓の担当で体育会系。体力に物を言わせ、どうやっているのか一日で30件も営業訪問をする働きぶりに、江島の覚えもめでたい業務課のスター。
小室喜好（こむろ きよし）
第1作に登場。大阪西支店庶務行員。庶務行員とは支店の雑用を主に仕事にしている専門職のこと。口よりも手を動かすのがモットーで、よく気がつく働き者。半沢らからは「キヨさん」と呼ばれている。

#### 京橋支店
タミヤ電機と取引している銀行。京橋支店はここ数年は大和田、岸川、貝瀬と旧Tが歴代支店長を務めてきた旧T派閥の塊とも呼べる支店。
貝瀬郁夫（かいせ いくお）
第2作に登場。京橋支店長。旧T出身。海外畑を歩んできた銀行員で、渡真利曰く「支店長の椅子に座ってはいるが、実態はただの置物」にすぎない。
古里則夫（こざと のりお）
第2作に登場。京橋支店課長代理。旧T出身。伊勢島ホテルの前担当だったが、法人部に移管する際、派閥意識から通り一遍のことしか教えなかった。またタミヤ電機の融資担当もしているが、近藤の融資申し出にネチネチと難癖をつけてはなかなか通してくれない。

#### 麹町支店
梶本博（かじもと ひろし）
第1作に登場。元麹町支店副支店長。旧S出身。半沢の大学時代の先輩。いくつもの支店を歴任し、現場感覚には定評あり。人脈を駆使しての根回しも上手く、バブル時代はかなりの実績を上げた。だが2年前、出来の悪い部下が起こした不正で責任を追及され、当時支店長だった金城からもあっさり売られてしまい、早期退職制度を利用して銀行を退職。その後は経営コンサルティングを旗揚げするも、苦戦を強いられ、再就職先を探すことになる。

#### 舞橋支店
深尾（ふかお）
第4作に登場。舞橋支店長。半沢とはかつてあるプロジェクトで一緒だった。派手さはないが、手堅い仕事ぶりが印象的。
江口（えぐち）
第4作に登場。舞橋支店行員。舞橋ステートの担当。

### 金融庁
黒崎駿一（くろさき しゅんいち）
第2作、第4作に登場。金融庁検査官→大阪国税局検査官→金融庁検査官
かつて苛烈な検査を行ってAFJ銀行を破綻に追い込んだ事から「銀行業界の嫌われ者」と呼ばれる人物。
2000年代に大手銀行に対する検査で辣腕を振るった実在人物がモデルだという報道がある。
島田亮太（しまだ りょうた）
金融庁検査官。黒崎の部下の一人。四角く長い顔をしており、「モアイ」と揶揄されている。

### 第1作関係者
東田満（ひがしだ みつる）
西大阪スチール社長。大阪西支店の新規取引先として、5億の融資を受けたが、優良企業に見えた西大阪スチールは実は莫大な赤字を粉飾で隠しており、融資を受けた5ヶ月後にあえなく倒産。その後東田は、愛人の未樹と毎日豪遊している。
波野吉弘（なみの よしひろ）
西大阪スチール経理課長。気の小さい性格。東田の指示の下、最初は在庫調整による利益捻出での粉飾から始まり、しだいに架空売上計上、固定費の誤魔化しなど粉飾はエスカレートしていった。西大阪スチール倒産後は実家で働いている。
竹下清彦（たけした きよひこ）
竹下金属社長だったが、西大阪スチール倒産による連鎖倒産で職を失った。半沢と共に債権回収に奮闘する。
来生卓治（きすぎ たくじ）
大阪商工リサーチ信用課課長代理。半沢に東田に関する情報を提供する。
東田達子（ひがしだ たつこ）
東田の妻。波野からは「えげつない女」と評されている。
小村武彦（こむら たけひこ）
資産家。かつては小村貿易の社長だったが、高齢と体調悪化を理由に会社を畳んだ。達子の叔父。
板橋平吾（いたばし へいご）
淡路鉄鋼社長だったが、西大阪スチール倒産による連鎖倒産で職を失った。東田とはかつて東田が独立する前勤めていた会社の先輩後輩の関係だった。
未樹（みき）
アルテミスのホステス。東田の愛人。

### 第2作関係者
湯浅威（ゆあさ たけし）
伊勢島ホテル社長。経営不振のホテルを建て直そうと奮闘している。以前は大東京ホテルで3年ほど修行しており、そこで半沢と出会っている。中野渡にお願いして半沢を担当に指名した張本人。
羽根夏彦（はね なつひこ）
伊勢島ホテル専務取締役。財務部出身。株の運用失敗で120億の損失を出してしまい、それを銀行に告発した戸越を出向させた。ワンマン体制を面白く思っていない羽根は湯浅を失脚させ、自分が社長になろうと目論む。
戸越茂則（とごし しげのり）
伊勢島販売総務課長。伊勢島ホテル経理課長だったが、120億の損失を銀行に告発したところ、古里がそれを揉み消し羽根に戸越のことをリークされたため羽根に子会社・伊勢島販売へ出向させられた。
原田貴之（はらだ たかゆき）
伊勢島ホテル財務部長。
湯浅高堂（ゆあさ こうどう）
伊勢島ホテル会長。湯浅威の父。
松岡智宏（まつおか ともひろ）
東京経済新聞記者。伊勢島ホテルなどに関する情報を半沢に提供する。
坂東洋史（ばんどう ひろし）
白水銀行審査部調査役。同じ池井戸潤作品「株価暴落」の主人公。戸越からの内部告発を聞き、それを銀行に報告したことにより、白水銀行は予定していた数百億の融資を白紙撤回した。それが原因で白水銀行は伊勢島ホテルから仇敵扱いされている。
田宮基紀（たみや もとき）
タミヤ電機2代目社長。以前までは某大手電機メーカーに勤めており、苦労知らずで育ったせいでは無いが、どこか勘違いしたところがある。近藤のことは「元銀行員」と呼び馬鹿にしている。
野田英幸（のだ ひでゆき）
タミヤ電機総務課長。20年精勤して課長職。前部長が定年退職し次は自分が部長になるところで、銀行から出向者が来ることに内心、不信感を抱いており、銀行嫌いな性格もあり、部長として出向してきた近藤を好ましく思っておらず、「元銀行員」と呼び馬鹿にしている。
棚橋貴子（たなはし たかこ）
ラファイエット社長。

### 第3作関係者
森山雅弘（もりやま まさひろ）
東京セントラル証券営業企画部調査役。プロパー社員。ロスジェネ世代で瀬名とはかつての中学の同級生。
諸田祥一（もろた しょういち）
東京セントラル証券営業企画部次長。銀行からの出向組で森山らプロパー社員を馬鹿にしている。スパイラル買収案件が伊佐山に横取りされたのち、東京中央銀行証券営業部部長代理に異動する。
三木重行（みき しげゆき）
東京セントラル証券営業企画部調査役。銀行からの出向組で諸田の腰巾着。諸田同様プロパー社員を馬鹿にしているが、その割に仕事はできない。スパイラル買収案件が伊佐山に横取りされたのち、東京中央銀行証券営業部総務グループ調査役に異動する。
尾西克彦（おにし かつひこ）
東京セントラル証券営業企画部調査役。プロパー社員で、森山の一つ上の先輩。出向組に対して憎まれ口を叩いている。
横山（よこやま）
東京セントラル証券人事部長。銀行からの出向組で、半沢よりも3つ年上。
花畑（はなはた）
東京セントラル証券営業部長。銀行からの出向組で、銀行時代は証券営業部で伊佐山の部下だった。
神原公一（かんばら こういち）
東京セントラル証券専務取締役。悲観主義者で、会議で笑っている顔は滅多に見せない。
岡光秀（おか みつひで）
東京セントラル証券社長。かつて銀行の専務だったが出世競争に敗れ、セントラル証券に出向してきた。負けず嫌いな性格で、口ぐせは「銀行を見返せ」。
瀬名洋介（せな ようすけ）
東京スパイラル社長。森山とはかつて中学の同級生だった。ロスジェネ世代でお金に苦労して育ってきた。スパイラル買収案件を巡り電脳雑技集団と対立する。
加納一成（かのう かずなり）
東京スパイラル戦略担当役員だったが、経営方針を巡り瀬名と対立してしまい、清田と共に辞めてしまった。
清田正伸（きよた まさのぶ）
東京スパイラル財務担当役員だったが、経営方針を巡り瀬名と対立してしまい、加納と一緒に辞めてしまった。
広重多加夫（ひろしげ たかお）
太洋証券営業部長。東京スパイラルのアドバイザーとして買収防止策を立てる。
二村久志（にむら ひさし）
太洋証券社員。広重の部下。
郷田行成（ごうだ ゆきなり）
フォックス社長。15年前まで大手コンピュータ会社に勤務していたが40歳の時に会社を辞めて独立した。東京スパイラルのホワイトナイトとなる。
田中紀夫（たなか のりお）
週刊プラチナ記者。茨城出身ののんびりした雰囲気の男だが、頭は切れる。
池田尚史（いけだ なおふみ）
週刊プラチナ編集長。業界一との呼び声高い辣腕編集長で、ニュースバリューを一瞬にして見抜く的確な判断力には定評がある。
平山和正（ひらやま かずまさ）
電脳雑技集団社長。妻の美幸とスパイラル買収を目論む。独立前は、総合商社に勤めていたが35歳の時に会社を辞め、独立した。
平山美幸（ひらやま みゆき）
電脳雑技集団副社長。和正の妻。高飛車な性格で常に上から目線。
戸村逸樹（とむら いつき）
電脳雑技集団営業部長。玉置とは飲み仲間で、平山夫妻に対して不信感を抱いている。
玉置克夫（たまき かつお）
電脳雑技集団財務部長。平山夫妻に不信感を抱いている。

### 第4作関係者
神谷巌夫（かみや いわお）
帝国航空社長。経営改革と従業員の間で板挟みに遭っている。
山久登（やまひさ のぼる）
帝国航空財務部長。帝国航空のお金の流れを管理する金庫番で、銀行窓口も行っている。
谷川幸代（たにがわ さちよ）
政府系銀行・開発投資銀行企業金融部第四部次長。別名「サッチャー」と呼ばれており、政府の意向を聞きながら自身の考えも汲み込んでいる。
桜井善次（さくらい ぜんじ）
東京中央商事社長。
野川（のがわ）
舞橋ステート社長。箕部の甥で、舞橋経済界の顔役。
乃原正太（のはら しょうた）
弁護士。帝国航空再生タスクフォースのリーダー。常に横暴な態度で接する。かつて銀行支店長の息子からいじめられたことから、極度の銀行嫌い。
三国宏（みくに ひろし）
元外務省キャリア官僚の外資系ファンド社員。帝国航空再生タスクフォースのサブリーダー。事務的な口調で話すが、銀行に対する態度は横柄である。
的場一郎（まとば いちろう）
進政党内閣総理大臣。支持率回復のため白井をサプライズ人事として就任させる
白井亜希子（しらい あきこ）
進政党国土交通大臣。的場がサプライズ人事として就任させた。
箕部啓治（みのべ けいじ）
進政党の大物代議士。

### 第5作関係者
仙波友之（せんば ともゆき）
仙波工藝社3代目社長。伴野から買収案件を受けるもそれを拒否。半沢と共に会社の黒字化を図る。
仙波ハル（せんば はる）
友之の妹。東京私立大学で美学美術史を専攻した後にフランス留学。そのまま現地の美術館で実績を積んだ経歴の持ち主。その後それまで仙波工藝社を手伝っていた母の死をきっかけに帰国。専門分野の知識と人脈を生かした企画部門を立ち上げ会社を支えている。
枝島直人（えだじま なおと）
仙波工芸社経理部長。50代後半。分厚く丸いセルロイドメガネをかけ、痩せた体には少し大きすぎるシャツを着ており、昭和時代初期からタイムスリップしてきたような雰囲気の男。
仙波雪村（せんば ゆきむら）
友之の祖父。仙波工藝社初代社長。東京帝大を卒業して一旦は新聞社に入社したものの、筆一本で独立。美術評論で名を馳せた高名な評論家となった。だが、自分の作品が掲載されたりされなかったりするのが不満だった彼は、裕福だった実家からの支援を受け、仙波工藝社を創業。創刊した「ベル・エポック」は瞬く間に、美術界で一目置かれる評論誌となる。自ら主筆を務めつつ、経営者としての力も発揮した才人。
田沼時矢（たぬま ときや）
ジャッカル社長。仙波工藝社を買収したいと持ちかける。徹底的な合理主義者だが、唯一絵画蒐集を趣味としており、特に仁科の作品は圧倒的なコレクションを誇っているだけでなく、彼のスポンサーでもあった。
堂島政子（どうじま まさこ）
友之の伯母。仙波家とは5年前の事件を機に疎遠になっている。
堂島芳治（どうじま よしはる）
友之の叔父。堂島商店の2代目社長だが、経営が上手く行かず、堂島商店は倒産してしまった。
堂島富雄（どうじま とみお）
堂島商店初代社長。もともと近江の人で親からもらったお金を資金に大阪で会社を立ち上げた。かなり気の利く商売上手で、切った張ったの不動産投資で儲け、大阪で知らないものはいないと言うほど、堂島商店は有名になった。友之の父のことはあまりいい感情はもっていなかった。
本居竹清（もとおり たけきよ）
立売堀製鉄会長で、東京中央稲荷のお祭り委員会氏子総代も務めているが、お祭り委員会に浅野が全然参加してくれないため、機嫌が悪い。政子とは憎まれ口を叩き合う仲。
織田圭介（おだ けいすけ）
九条スチール会長で、土佐稲荷神社の氏子。強面で知られている。お祭り委員会のメンバーでもあるが、お祭り委員会に浅野が全然参加してくれないため、機嫌が悪い。
仁科譲（にしな じょう）
世界的に有名な画家で、特に「アルルカンとピエロ」の独特なタッチは仁科の代名詞ともされているが、3年前、パリのアトリエで自殺した。
佐伯晴彦（さえき はるひこ）
仁科の友人。

## 会社・組織紹介
産業中央銀行
半沢らが入行した銀行。通称・旧S。半沢の就職活動当時は大変人気で倍率は半沢の同じゼミのひとり、宮本が通う学校だけでも50倍は下らないとされていた。旧Tと合併し東京中央銀行と名を変えた。
東京第一銀行
通称・旧T。2兆900億もの不良債権を抱えてしまい、生き残りをかけて旧Sと合併した。合併以前は、暴力団に対する融資、詐欺や背任に関わる融資、政治家と癒着した実態不明の融資など、いくつもの不正融資に手を染めていた。
東京中央銀行
旧Sと旧Tが合併する事により生まれた、日本三大メガバンクのひとつ。国内はもちろん、海外にもいくつも支店をもっている。だが、合併してからというものの、旧Sと旧Tとの間で醜い勢力争いが起きている。
白水銀行
日本三大メガバンクのひとつ。同じ池井戸潤作品にたびたび登場している。東京中央銀行の取引先のほとんどがサブバンクに白水銀行を置いている。
AFJ銀行
既に破綻した銀行のひとつ。黒崎が主任検査官となって金融庁検査に訪れた時、疎開資料を発見され、検査妨害で告発を受け、そのまま破綻してしまった。
ニューヨークハーバー証券
アメリカの大手証券会社。日本には東京ブランチにだけ支店を置いている。プライベート・バンキングを得意にしている銀行で、取引対象は金融資産で、最低10億である。
開発投資銀行
政府系金融機関のひとつ。帝国航空のメインバンクである。政府系金融機関なので、政府の意向には逆らえない。
半沢樹脂工業
半沢の父が経営する樹脂工業の会社。その中でも特に彼が5年かけて作った樹脂製のネジは、樹脂としては今までにない強度をもち、重さは鉄製ネジの5分の1。これで製品を軽量化でき、腐食も防げる。さらに軽いので運送コストも安くつく、この会社の戦略商品である。
金沢相互銀行
金沢の第二地元銀行。半沢樹脂工業が経営不振に陥った時、旧Sの木村が見捨てた中、金沢相互銀行は半沢樹脂工業の商売を正確に見抜き融資してくれた。
西大阪スチール
東京中央銀行大阪西支店の新規取引先。東田満が経営しており、年商50億の中堅企業だが、どこから攻めても難攻不落、これまでメインバンクの関西シティ銀行立売堀支店としか取引してこなかった。浅野の指示のもと半沢と中西がこの会社を伺うが実際入ってみると、オフィスでの喫煙、雑談、電話は誰も取らず、来客の前を通っても挨拶どころか会釈もせず、アポありで訪問してきた半沢らを10分も待たせており、とても優良企業のそれとは思えなかった。その後、浅野の命令により西大阪スチールに5億の融資が実行されたが、実は西大阪スチールは莫大な赤字を隠す為に粉飾をしており、融資を受けた5ヶ月後にあえなく倒産した。
新日本特殊鋼
西大阪スチールの得意先。あまり景気のいい会社ではないが、前社長が東田と親しく、個人的な関係で取引が開始された。これにより前社長が任期を務めた5年間で西大阪スチールの売上は急進。ところがその間、こちらの業績は鳴かず飛ばずで、前社長はその責任を取る形で5年前に更迭された。西大阪スチールに対する増注も頓挫し、取引先は整理された。新社長の方針とされているが、実際、前社長と親しかった西大阪スチールを邪魔者扱いした噂もあった。
竹下金属
西大阪スチールの仕入先の一社。竹下清彦が経営している。西大阪スチールの倒産に伴い連鎖倒産した。
淡路鉄鋼
西大阪スチールの仕入先の一社。板橋平吾が経営している。西大阪スチールの倒産に伴い連鎖倒産した。
仙波工藝社（せんばこうげいしゃ）
東京中央銀行大阪西支店の取引先。仙波友之が経営している。美術品を専門に扱う出版社で、祖父の雪村、父、友之と一族で経営してきた。看板の専門誌「ベル・エポック」を筆頭に、建築やデザインの専門誌を発刊する他、美術館などでの特別展示会、各種イベントの企画など、広く芸術分野とその周辺事業に根ざした業態が特徴だが、経営状況は「ベル・エポック」を除いて軒並み赤字。その赤字を穴埋めしているのが友之の妹・ハルが立ち上げた企画部門である。
堂島商店
友之の叔父・堂島芳治が経営していた。もともと堂島富雄が親から貰ったお金を資金に立ち上げたもので、切った張ったの不動産投資で大儲け。堂島商店は瞬く間に名を馳せた。後に芳治がこの会社を継ぐが経営が上手くいかず倒産してしまった。
立売堀製鉄（いたちぼりせいてつ）
東京中央銀行大阪西支店の大口取引先。会長の本居竹清と社長の本居智則が経営している。竹清は東京中央稲荷の氏子総代も務めており、歳をとって以降は、ボランティアに積極的に参加するようになったため、沢山の会社会長、社長に顔が利く。
九条スチール
東京中央銀行大阪西支店の取引先。織田圭介が会長を務めている。織田は東京中央稲荷の氏子の一人でもあるが、お祭り委員会に浅野が参加してくれず、しかもその浅野にいきなり訪問されるやM&Aの売りを強要され、かなり機嫌が悪い。これが後に大事件を起こすこととなってしまう。
望月鉄鋼
東京中央銀行大阪西支店の取引先。浅野がこの会社をいきなり訪問するやM&Aの売りを持ちかける。しかも「会社の業績が悪化しないうちに売れ」等、かなり言いたい放題だったため、社長は大変激怒してしまい、矢内がひたすら謝る羽目になってしまった。
太陽建設
東京中央銀行大阪西支店の取引先。浅野がこの会社をいきなり訪問するやM&Aの買いを持ちかける。しかも「20億融資するから買え」等、かなり強引な話だったため、社長も困惑してしまった。
ジャッカル
東京中央銀行大阪営業本部の取引先。田沼時矢が経営している。インターネット関連の新進企業。仮想ショッピングモールが大ヒットし、あっという間に業容拡大。創業5年で上場を果たし、田沼は今やスター経営者ともてはやされている。
田沼美術館
田沼には絵画蒐集という趣味があった。特に仁科譲作品は、圧倒的なコレクションを誇っているだけでなく、彼のスポンサーでもあった。田沼はその美術品の集大成として田沼美術館を建設。まだ未完成だが、仁科譲作品はその目玉なので完成すればかなりの集客が見込める。なお、その美術館の建設費用300億を融資したのが当時、大阪営業本部次長だった宝田である。
タミヤ電機
東京中央銀行京橋支店の取引先。田宮基紀が経営している。京橋に本社を置く中堅電機メーカー。だが中堅といっても、売上高はようやく100億に届くかというぐらいで、都心にある会社としてはそれほどの規模ではない。
ラファイエット
アパレル会社。棚橋貴子が経営している。売上高1億に満たない小さな会社。日本橋駅前の百貨店内に店舗を構えている。
伊勢島ホテル
東京中央銀行東京本部の取引先。湯浅威が経営している。創業100周年を超える老舗ホテル。伊勢島ホテルは代々、湯浅家が歴代社長を務めてきたワンマン企業である。だがホテルはここ最近、業績が低迷中。さらに、銀行が最近200億を融資した直後に株の運用失敗で120億の損失を抱えることが判明。専務の羽根は損失の責任を湯浅に押しつけて失脚させ、自分が社長になろうと目論む。
伊勢島販売
伊勢島ホテルの子会社。物販会社。戸越の出向先。新宿駅南口に近い雑居ビルに入居している。
ナルセン
システム開発会社。品川区五反田に本社を構えている。伊勢島ホテルはナルセンに100億近いお金を出資している。だが大口得意先のウエスト建設からの売掛金が回収できなくなり、破綻を進めようとしている。
フォスター
アメリカ最大のホテルチェーン会社。世界中に最高級ホテルのネットワークを有しており、伊勢島ホテルに興味を持っている。
電脳雑技集団（でんのうざつぎしゅうだん）
東京中央銀行東京本部の取引先。平山一正が経営している。ベンチャー企業。平山が35歳の時、それまで勤務していた総合商社を辞め、創業した。中国企業を連想させる社名は、かつて中国雑技団によるアクロバティックな演技を見て感動した平山が、IT分野でも同じ超絶技巧を駆使するプロ集団をイメージして命名したもの。創業5年目で上場し、その時点で、平山は巨額の創業者利益を得て、日本の起業家のスター的存在にまでのし上がり、いまやその世界では知らぬ者のいない有名人となる。
東京スパイラル
IT企業。瀬名洋介が経営している。もともと瀬名はパソコンが好きで趣味はプログラミング。家庭の事情から大学進学を諦めて都内の小さなソフト開発会社に就職するも3年後にその会社は倒産。再就職しようにも経済が冷え切っていたので、瀬名は営業部の先輩だった加納を営業部長に、経理係だった清田を財務部長にして東京スパイラルを創業した。それから瀬名が立ち上げた検索エンジン「スパイラル」はその利便性から瞬く間にユーザーを増やし、2年後には大手の一部上場企業を何社もクライアントに抱える有望株に成長。無事上場も果たし、今では電脳雑技集団に並ぶITの雄となる。
太洋証券
証券会社。アドバイザー契約は結んでいないが、東京スパイラルと付き合いがある。中堅の証券会社で企業売買のノウハウは豊富とはいえない。
フォックス
東京中央銀行東京本部の取引先。郷田行成が経営している。大手のパソコンと周辺機器の販売企業。郷田が40歳の時、それまで勤めていた大手コンピュータ会社を辞めて創業。安売り路線ではなく叩き売り路線で売上を伸ばしてきた。郷田は、自身コンピュータと称される緻密な頭脳の持ち主で、IT業界では一目置かれる存在。
コペルニクス
フォックスの子会社。サンフランシスコに本社を構えている。通販会社。郷田曰く「学生がやっているような小さな会社」だが、成長性がいい。
ゼネラル産業
東京中央銀行東京本店の取引先。電脳雑技集団の大口得意先。業績不振で、コスト削減のため事業の集約化を図り、子会社を事業譲渡していた。
ゼネラル電設
ゼネラル産業の子会社。売上150億円の会社。2年前、事業譲渡で電脳雑技集団の子会社となり「電脳電設」と名を変えた。
電脳電設
電脳雑技集団の子会社。2年前設立された社内ネットワーク構築の周辺業務を請け負う会社。同じ頃、ゼネラル産業から事業譲渡でゼネラル電設を譲り受けていた。
帝国航空
東京中央銀行東京本部の取引先。神谷巌夫が経営している。航空会社。だがここ数年経営状況は悪く、再建を図らなければ倒産は免れなかった。だが、社員たちは口が固く、OBの力もあってなかなか再建は捗らない。そんな中政府が帝国航空再生タスクフォースを立ち上げ、取引銀行に債権放棄を打診している。
帝国航空サービス
帝国航空の関連会社の一つ。空港での手荷物や貨物の搭載といったグランドハンドリング業務を行なっている。前回行われた金融庁検査では、赤字脱却の見通しを出していたが、帝国航空の業績が悪く見通しが悪い上、帝国航空サービスの業務はリストラ対象となっており、事業集約によるコスト削減が急務だが、黒崎からは、正常債権からの格下げを検討すべきだと指摘される。
京阪帝国住宅販売
帝国航空の関連会社の一つ。不動産会社。舞橋ステートにかなり依存しており、京阪帝国住宅販売が建て売り住宅を建てて販売した土地の多くが舞橋ステートから転売されたものばかりである。黒崎は金融庁検査で重箱の隅をつつくようにこの点を指摘する。
舞橋交通
東京中央銀行舞橋支店の元取引先。傘下にバス会社とタクシー会社を持つ交通会社。社長は舞橋市の財界の有力者で、箕部の後援会会長を務めていたこともある。2年前に倒産しているが、乃原が倒産の1年ほど前から舞橋交通の顧問弁護士になり、会社や社長の個人資産を移し替えたため舞橋支店はほとんど債権を回収できなかった。
舞橋銀行
舞橋市の第二地元銀行。2年前、金融庁検査で舞橋交通の倒産を指摘され、その影響で破綻してしまった。
舞橋ステート
東京中央銀行舞橋支店の取引先。野川が経営している。老舗不動産会社。従業員800名、年商750億円、当期利益3億5000万円の大規模な会社。15年前はバブル崩壊により経営が苦しかったが、箕部が20億を支援してから業績が回復、潤沢な利益で業容を拡大し、さらにこの10年で京阪帝国住宅販売を大口得意先に加えて、舞橋市内指折りの会社となる。
舞橋空港
空港の一つ。舞橋市は箕部の地元でもあり、舞橋空港は箕部が憲民党にいた時に建てられた。赤字路線だった為、半沢らは撤退しようとしたが、大物代議士の息がかかった空港だからという理由でタスクフォースは存続させようとした。空港誘致に大きく介入したことから舞橋空港は別名「箕部空港」とも呼ばれている。
東京セントラル証券
東京中央銀行の子会社の一社。岡光秀が経営している。証券会社。東京中央銀行は「証券」と略している。資本の筋はいいが、業歴が浅く企業買収の実績があまりない。これまで扱ってきた仕事はほとんど銀行から回されたものが多く市場の真の厳しさを知っているとはとてもいえない。プロパー社員と銀行からの出向組との間で確執がある。
東京中央商事
東京中央銀行の子会社の一社。桜井善次が経営している。東京中央銀行は「商事」と略している。帝国航空に対して出資を考えるが、業績が悪かった為見送りにした。

## 用語
融資（ゆうし）
銀行が企業や個人にお金を貸すこと。お金を貸す時は必ず稟議承認をしてもらう必要がある。なので取引先とは「検討させて下さい」で一旦終える。ここで「ぜひやらせて下さい」などと言ってしまうと融資予約にあたる。融資予約は銀行融資の厳禁事項。
担保（たんぽ）
融資をするとき物件を保険にかけること。もし借金が返せなかったら銀行は担保を差し押さえて、競売にかけ、お金を作る。
裸（はだか）
銀行で言う裸とは、担保の無い融資のこと。信用貸しとも呼ばれる。
出向（しゅっこう）
籍は置いたまま、子会社や取引先に異動すること。20代30代の出向は研修目的なので戻れる可能性は十分あるが、40代の出向は片道切符の島流しともされている。
粉飾（ふんしょく）
会社が嘘の決算書を作り、あたかも売上や利益が出ているように見せたり、逆に下がっているように見せかけること。粉飾の目的は、株価を意図的に吊り上げたり、銀行を騙して返すあてのない資金を借りたり、逆に利益を減らすことで法人税計上額や配当金を誤魔化して、脱税などを図ったりと様々。
当座預金（とうざよきん）
会社が代金決済のために開設する口座で小切手や手形は、当座預金の残高から差し引かれる。便利だが、利息は一切つかない。
不渡り（ふわたり）
会社が発行した小切手や手形が、当座預金の残高不足で決済できないことを言う。1回目の不渡りを出してから半年以内に2回目の不渡りを出すと、2年間銀行取引停止処分が与えられ、手形や小切手が使えなくなり、現金でしか取引できなくなる。
決済（けっさい）
支払いのこと。
赤残（あかざん）
当座預金が残高不足になっていること。
当座解約通知書（とうざかいやくつうちしょ）
会社が不渡りを出した時、銀行が用意する書類の一つ。「不渡りを出すような信用不安のある会社に、名誉ある当座預金口座を開かせていたのでは当行の名折れなので閉鎖させてもらいます」というようなことが書いてある。
請求書（せいきゅうしょ）
会社が不渡りを出した時、銀行が用意する書類の一つ。「不渡りを出して信用ができなくなったので、貸したお金を耳を揃えて返してください」というようなことが書いてある。
相殺通知書（そうさいつうちしょ）
会社が不渡りを出した時、銀行が用意する書類の一つ。「誠に勝手ながら預金残高は当行からの借入金と相殺させてもらいました」というようなことが書いてある。
配達証明付内容証明郵便（はいたつしょうめいつきないようしょうめいゆうびん）
会社が不渡りを出した時、当座解約通知書、請求書、相殺通知書を送る際に使われる郵便のこと。
計画倒産（けいかくとうさん）
なんらかの目的の為に、わざと会社を倒産させ、債権者らに損失を負わせること。
裁量臨店（さいりょうりんてん）
本部融資部から審査セクションが支店に赴き、融資に対する与信判断が正しく行われているかチェックをし、検査終了後に講評があり、現場行員との検討会をすること。期間は3日間、その前に二週間ほどの準備期間が設けられる。
入れ子構造（いれここうぞう）
一つの看板に二つの組織があること。東京中央銀行も、東京中央銀行という一つの看板に、旧Sと旧Tの二つの組織がある。都市銀行が合併すると、同じ場所に二つの店舗が重なる時がある。そうした場合、有力な方を残し、もう片方は廃店にするのである。
金融庁検査（きんゆうちょうけんさ）
全ての融資先を、正常先、要注意先、破綻懸念先、実質破綻先、破綻先の5つに分類して、その分け方が正しいかどうかを金融庁と議論すること。
引当金（ひきあてきん）
債権の損失や賞与、退職金など将来発生する費用に備えて積み立てる負債勘定。そのうちの一つ貸倒引当金（かしだおれひきあてきん）は、これを積んでおけばもし取引先の倒産などで債権が焦げ付いても、これで補填できる。引当金の計算方法は取引先の分類によって異なる。
疎開（そかい）
裁量臨店や金融庁検査に先立ち、資料の中には金融庁に見られてはならない重大な資料が入っていることもある。疎開とはそうした資料を融資課長や支店長の自宅などに一時的に避難させておくこと。
業務改善命令（ぎょうむかいぜんめいれい）
金融庁が金融機関に対して行う行政処分の一つ。金融機関の法令違反や管理体制不備、財務内容の悪化などが明らかになった場合に、改善・再発防止が必要な点を指摘し、業務改善計画の提出を求めること。
転貸（てんたい）
運転資金の名目で銀行から借りたお金を、無断で第三者に又貸しすること。
迂回融資（うかいゆうし）
銀行が通常は融資できない相手に融資をするために、顧客などの第三者を仲介してお金を又貸しする詐欺行為のこと。
浮き貸し（うきがし）
銀行員並びに銀行役員がその権力を利用して、自己又は第三者の利益を図るために、不正な融資を行うこと。
証券会社（しょうけんがいしゃ）
東京セントラル証券や太洋証券のような証券会社とは、金融商品取引法に基づき、証券業を営むことができる会社のこと。内閣総理大臣への登録制。
M&A（エムアンドエー）
正式名称Mergers&Acquisitions。企業売買のこと。買う側は合併や吸収分割、株式交換、事業譲渡、支配株式の取得などで相手先企業の支配権を獲得する。株式の取得の場合、その企業の総株式数の過半数（51%以上）取得で買収できる。
敵対的買収（てきたいてきばいしゅう）
株式公開買い付けなどで、株主から大量の株式を取得することによって、対象会社の経営陣の反対を押してその支配権を獲得すること。
友好的買収（ゆうこうてきばいしゅう）
買収対象会社の承認のもと、支配権を獲得すること。
株式公開買い付け（かぶしきこうかいかいつけ）
別名TOB（正式名称Take-Over Bid）。主に会社の経営支配権を獲得しようとする者が、株式の価格、数量、買い付け期間などを公開し、証券市場のもとで不特定多数の株主から株式を買い付けること。
時間外取引（じかんがいとりひき）
証券取引所の通常の取引時間外に行われる取引。証券取引所自体で開かれる場合と、電子ネットワークを使って証券取引所の外で行われる場合とがある。
新株発行（しんかぶはっこう）
株式会社が新たに株式を発行すること。一般的に資金調達目的に使われているが、買収防衛としても使われる。後者は新株を発行し、それを第三者に買わせて、全体の株式数を上げることで過半数ラインを引き上げる形になっている。ただし、新株発行そのものは違法ではないが、新株発行を会社支配の維持を目的としている場合は商法違反になる可能性がある。
上場廃止（じょうじょうはいし）
上場により取引所の開設する市場における売買の対象であった株式や債券などについて市場の売買対象から除外すること。東京証券取引所の規定では、上位10社による合計出資比率が全体の8割を超えると1年間の猶予後上場廃止に、9割を超えると即上場廃止となる。
ホワイトナイト
敵対的買収を仕掛けられた会社が、自社に友好的な関係を持つ他の会社に買収してもらうことを依頼する場合そのような有効的な会社のことを「白馬の騎士」になぞらえてそう呼ばれている。
逆買収（ぎゃくばいしゅう）
別名パックマン・ディフェンス。敵対的買収に対する対抗策の一つ。買収を仕掛けられた会社が、逆に買収を仕掛けること。
救済買収（きゅうさいばいしゅう）
救済型M&A。経営不振となり破綻する可能性が高い会社に対して、資本参加により経営権を譲り受け、経営再建を目指す合併と買収のこと。
債権放棄（さいけんほうき）
多額の負債を抱えて経営困難に陥った企業に対し、融資元の金融機関がその再建を支援するためなどで、債権の一部を放棄して債務の弁済を求めるのを諦めること。
政府系金融機関（せいふけいきんゆうきかん）
日本において、政府が経済の発展や国民生活の安定などといった一定の政策を実現する目的で、特に法律を制定することにより特殊法人として設立し、出資金の多くを政府が出資している金融機関のこと。
ローコストキャリア
通称LCC。低コスト運営で安い運賃を提供する航空会社のこと。
クレジットファイル
融資先の会社の決算内容や経営者の情報、過去の融資時の資料など、その会社に融資を行うにあたり必要な情報を記載した資料をまとめて綴ってあるファイルのこと。
誘致（ゆうち）
物事を誘い寄せること。
錬金術（れんきんじゅつ）
お金儲けの方法のこと。
選挙運動費用収支報告書（せんきょうんどうひようしゅうしほうこくしょ）
選挙運動中に発生した収益や費用について、報告をする書類のこと。領収証などの証票も添付する。
政治資金収支報告書（せいじしきんしゅうしほうこくしょ）
日本の政治団体の収益や費用、保有する資産等について記載した書類のこと。政治家の財布と言っても良い。上記の選挙運動費用収支報告書と同様、政治活動中に発生した収支は必ず報告する必要があり、1円でも報告書に記載しないと、政治資金規正法に違反する。
ボーナスポイント
第5作にて、M&Aを将来の収益の柱にしようと考える岸本頭取の意向に沿って、宝田たちが掲げた制度。企業売買を一つ成立させるごとに業績考課上のポイントが付与される。特大のポイントは銀行がいかにM&Aを重要視しているかの裏返し。
東京中央稲荷（とうきょうちゅうおういなり）
東京中央銀行大阪西支店の屋上にある稲荷神社。大阪では屋上に赤い社を構えたビルが多くあり、毎月必ずお参りをしている。東京中央稲荷は名前から、銀行の総務部あたりが名付けた罰当たりな名称と思われるが、地元の大社「土佐稲荷神社」の分祀なので、各式は高い。
お祭り委員会（おまつりいいんかい）
第5作にて、東京中央銀行大阪西支店が東京中央稲荷で行う祭祀の準備のために開かれる委員会。稲荷祭り当日は祭祀の後、主要取引先を集めてパーティが催される。この祭りに合わせ、大阪西支店は取引先に営業支援をお願いする。つまり、お祭りとはついているが、実態は支店経営を盛り上げるための親睦会である。
選別（せんべつ）
銀行が取引先との融資を打ち切って引き上げること。
逆選別（ぎゃくせんべつ）
通称・逆選（ぎゃくせん）。取引先が銀行との取引を打ち切ること。
査問委員会（さもんいいんかい）
問題を起こした者、またはそう思われる者に対して、取調べを行うこと。